# Beyrie-en-Béarn
Beyrie-en-Béarn település Franciaországban, Pyrénées-Atlantiques megyében. Lakosainak száma 195 fő (2022. január 1.). Beyrie-en-Béarn Aussevielle, Bougarber, Denguin és Poey-de-Lescar községekkel határos.

## Népesség
A település népességének változása:
| Lakosok száma | 193  | 198  | 197  | 193  | 192  | 193  | 191  | 193  | 195  |
|               | 2013 | 2015 | 2016 | 2017 | 2018 | 2019 | 2020 | 2021 | 2022 |